# Marc Hodler
Marc Hodler (Berna, 26 ottobre 1918 – Berna, 18 ottobre 2006) è stato un avvocato e dirigente sportivo svizzero.

## Biografia
Buon sciatore in gioventù, un incidente nel 1938, occorso mentre si stava allenando per i mondiali di quell'anno, lo costrinse ad abbandonare l'attività agonistica. Da allora si è dedicato agli aspetti tecnico-amministrativi dello sport. Dal 1939 al 1948 ha guidato la nazionale elvetica, poi dal 1940 al 1951 è stato vice presidente della sua federazione e capo della sezione sci alpino, divenendo responsabile delle gare alle Olimpiadi di Sankt Moritz 1948.
Entrato nella Federazione Internazionale Sci nel 1946, ne è stato presidente dal 1951 al 1998, anno in cui è stato sostituito da Gian-Franco Kasper. Membro del Comitato Olimpico Internazionale dal 1963 fino alla morte, ha ricoperto la carica di vicepresidente dello stesso dal 1993 al 1997. È anche noto per aver denunciato nel dicembre 1998 il pagamento di tangenti per l'assegnazione delle Olimpiadi 2002 a Salt Lake City.
In suo onore il trofeo dedicato alla migliore nazione partecipante ai campionati mondiali juniores nelle discipline di sci alpino, sci nordico, freestyle e snowboard porta il suo nome.
È morto all'età di 87 anni per un infarto.